# Епархия Абанкая
 Епархия Абанкая (лат. Dioecesis Abancaiensis) — епархия Римско-Католической церкви с центром в городе Абанкай, Перу. Епархия Абанкая входит в митрополию Куско. Кафедральным собором  епархии Абанкая является церковь Пресвятой Девы Марии Розария.

## История
28 апреля 1958 года Римский папа Пий XII издал буллу «Qui arcane», которой учредил епархию Абанкая, выделив её из архиепархии Куско и епархии Уаманги (сегодня – Архиепархия Аякучо).
26 апреля 1968 года епархия Абанкая передала часть своей территории территориальной прелатуре Чукибамбилья. 

## Ординарии епархии
- епископ Alcides Mendoza Castro (5.12.1962 – 12.08.1967)
- епископ Enrique Pélach y Feliú  (20.06.1968 – 1.12.1992)
- епископ Isidro Sala Ribera (1.12.1992 – 20.06.2009)
- епископ Gilberto Gómez González (20.06.2009 – по настоящее время)

## Источник
- Annuario Pontificio, Ватикан, 2007